# ZE PAK
ZE PAK (wcześniej Zespół Elektrowni „Pątnów-Adamów-Konin”) – zespół trzech elektrowni cieplnych opalanych węglem brunatnym i biomasą w Konińskim Zagłębiu Węgla Brunatnego, dostarczających 1168 MW mocy, udział w produkcji krajowej wynosi około 4 procent.
W skład zespołu wchodzą następujące obiekty:
- Elektrownia Pątnów w Koninie
- Elektrownia Adamów w Turku – zlikwidowana
- Elektrownia Konin w Koninie

## Historia
Elektrownie węglowe wchodzące w skład spółki zostały wybudowane w latach 1958–1974:
- Elektrownia Konin uruchomiona w latach 50. XX w.,
- Elektrownia Adamów uruchomiona w 1964,
- pierwszy blok w Elektrowni Pątnów I uruchomiony w 1967 r.,
- Elektrownia Pątnów II (obecnie blok nr 9 elektrowni Pątnów) oddana do eksploatacji w 2008 roku.

Kierownikiem budowy elektrowni Pątnów był inż. Józef Zieliński.
W 1970 r. elektrownie Pątnów, Adamów i Konin zostały połączone organizacyjnie w Zespół Elektrowni Pątnów-Adamów-Konin, a w grudniu 1994 Przedsiębiorstwo Państwowe ZE PAK przekształcone zostało w jednoosobową spółkę akcyjną Skarbu Państwa. W latach 1995–1999 prowadzono do restrukturyzacji i prywatyzacji, aby w 1999 inwestorem strategicznym ZE „PAK” SA został Elektrim SA. Inwestor ten miał około 39% akcji, a kolejne 50% Skarb Państwa i około 10% pracownicy.
W wyniku przeprowadzenia restrukturyzacji w 1999 roku wyodrębniono siedem spółek zależnych:
1. Elektrownia Pątnów II
2. PAK SERWIS
3. EL PAK
4. AS PAK
5. TRANS PAK
6. PAK ODSIARCZANIE Sp. z o.o.
7. „PAK Centrum Usług Informatycznych” Sp. z o.o.

Spółki AS PAK oraz TRANS PAK zostały sprzedane zewnętrznym inwestorom, natomiast w 2012 roku PAK Odsiarczanie zlikwidowano i włączono w struktury ZE PAK S.A.
19 grudnia 1996 został zawarty kontrakt długoterminowy na budowę bloku w Elektrowni Pątnów II, 20 lipca 2005 nastąpiło przekazanie placu pod budowę, 23 listopada 2007 roku blok został zsynchronizowany z Krajowym Systemem Elektroenergetycznym.
W dniu 18 lipca 2012 roku ZE PAK S.A. przejął kopalnie węgla brunatnego Adamów oraz Konin.
Obecnie Grupę Kapitałową ZE PAK S.A. tworzą następujące spółki:
1. PAK Polska Czysta Energia Sp. z o.o.
  1. PAK SERWIS Sp. z o.o.
  2. PAK-PCE FOTOWOLTAIKA Sp. z o.o.
  3. PAK-PCE Wiatr Sp. z o.o.
  4. PAK-PCE POLSKI AUTOBUS WODOROWY Sp. z o.o.
  5. PAK-PCE BIOGAZ Sp. z o.o.
  6. PAK-PCE BIOPALIWA I WODÓR Sp. z o.o.
  7. PG HYDROGEN Sp. z o.o.
2. EXION HYDROGEN POLSKIE ELEKTROLIZERY Sp. z o.o.
3. PAK GÓRNICTWO Sp. z o.o.
4. PAK Volt Sp. z o.o.
5. PAK Kopalnia Węgla Brunatnego Konin S.A.
6. PAK Kopalnia Węgla Brunatnego Adamów S.A. w likwidacji

## Transformacja energetyczna
Pod koniec 2020 roku ZE PAK S.A. zapowiedział swój aktywny udział w programie transformacji energetycznej kraju. Zostały podjęte kroki mające prowadzić do odejścia od energetyki emisyjnej i produkcji prądu, ciepła, oraz wodoru z odnawialnych źródeł energii.

### Zrealizowane cele transformacji
- Produkcja prądu i ciepła z biomasy w Elektrowni Konin[8]
  - Budowa bloku biomasowego o mocy 50 MW
  - Modernizacja kotła K7 w celu dostosowania go do spalania biomasy, moc docelowa 50 MW – w trakcie realizacji.
- Wyłączenie z eksploatacji bloków nr 3, 4 i 6 na węgiel brunatny w Elektrowni Pątnów[9]
- Wyłączenie z eksploatacji bloków nr 1, 2 i 5 w Elektrowni Pątnów na węgiel brunatny wraz z końcem 2024 roku[10] [11]
- Budowa farmy fotowoltaicznej o mocy 70 MW (łącznie 155 000 modułów fotowoltaicznych na powierzchni 100ha)[12]
- Uruchomienie pierwszego elektrolizera do produkcji zielonego wodoru w Elektrowni Konin o mocy 2,5MW. [13]

### Cele do realizacji[14]
- Rezygnacja z produkcji prądu w blokach opalanych węglem brunatnym i wycofanie ich z eksploatacji:
  - Bloku nr 9 do końca 2030 roku
- Budowa farm wiatrowych na lądzie o mocy 438 MW
- Budowa biogazowni o mocy ok. 14 MW
- Rozbudowa farmy fotowoltaicznej do mocy 250 MW w pierwszym etapie, docelowo do 1000 MW[12]
- Zwiększenie mocy produkowanej z biomasy ze 100 MW do 200 MW
- Wytwarzanie zielonego wodoru:
  - Elektrownia Konin uruchomienie drugiego elektrolizera, łącznie będą dwa o sumarycznej mocy 5MW z możliwością rozbudowy do 50 MW[15][16]

## Akcjonariat[17]
- Zygmunt Solorz-Żak 65,96%, pośrednio poprzez:
  - Argumenol Investment Company Limited
- OFE PZU „Złota Jesień” 9,12%
- Nationale – Nederlanden OFE 8,86%
- Pozostali 16,06%

## Dane techniczne

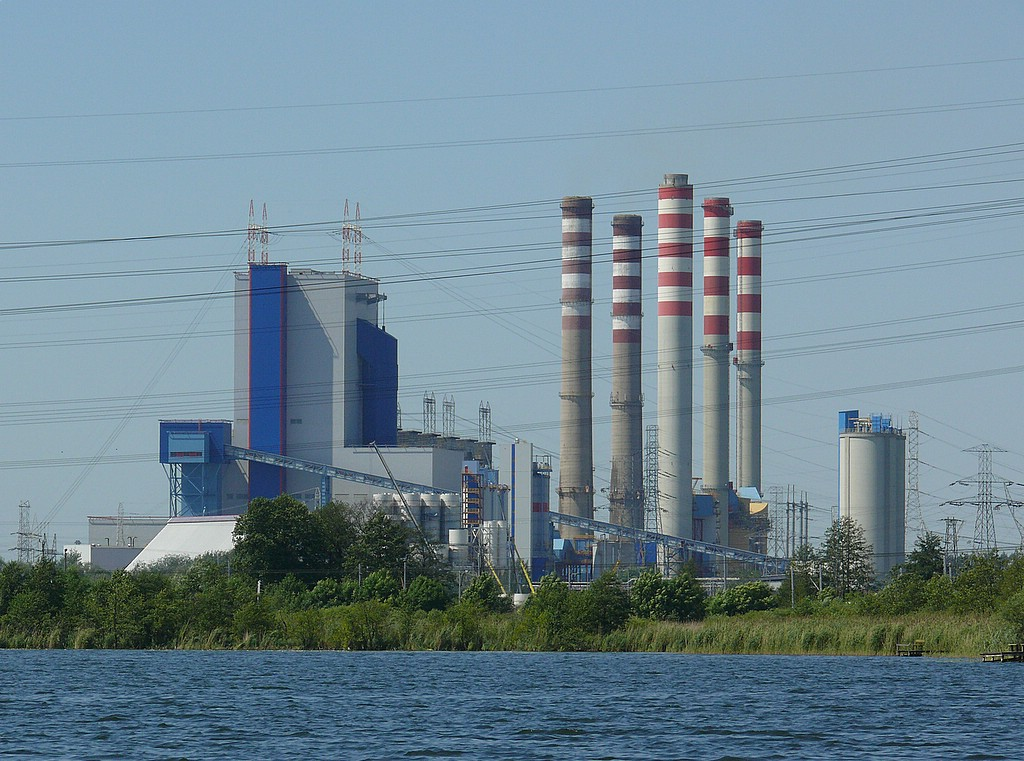
Elektrownia „Pątnów”

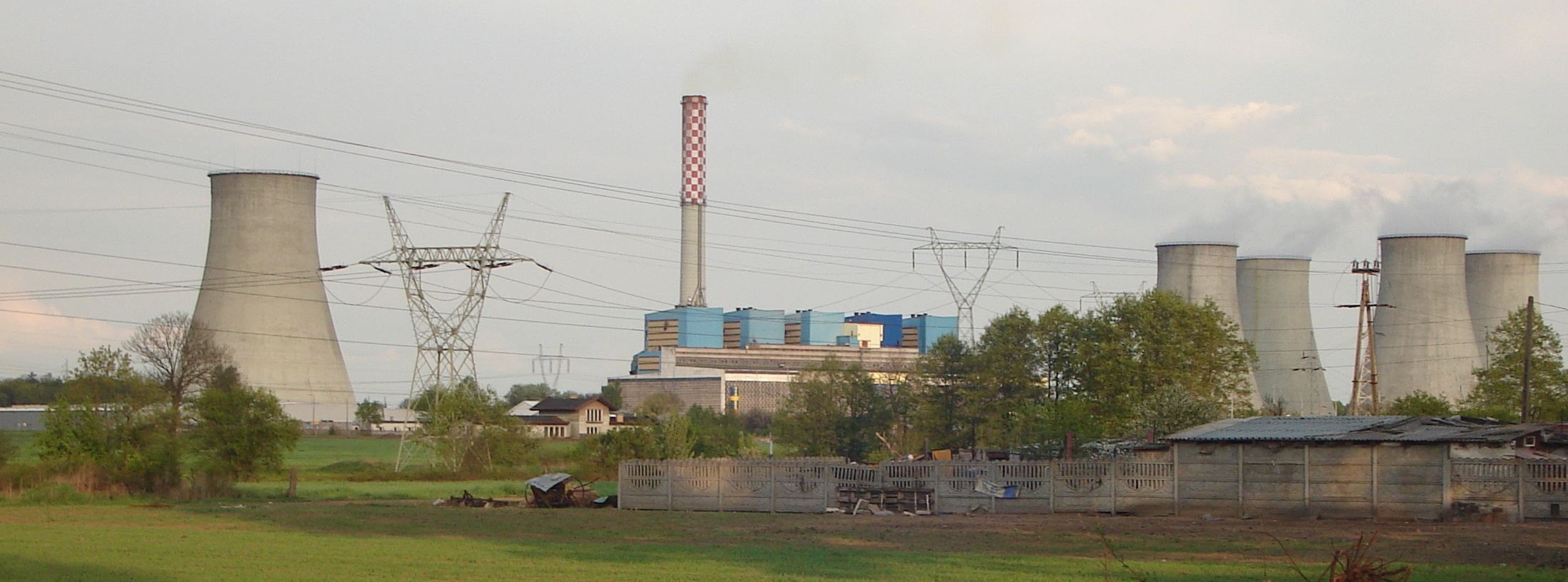
Elektrownia „Adamów”

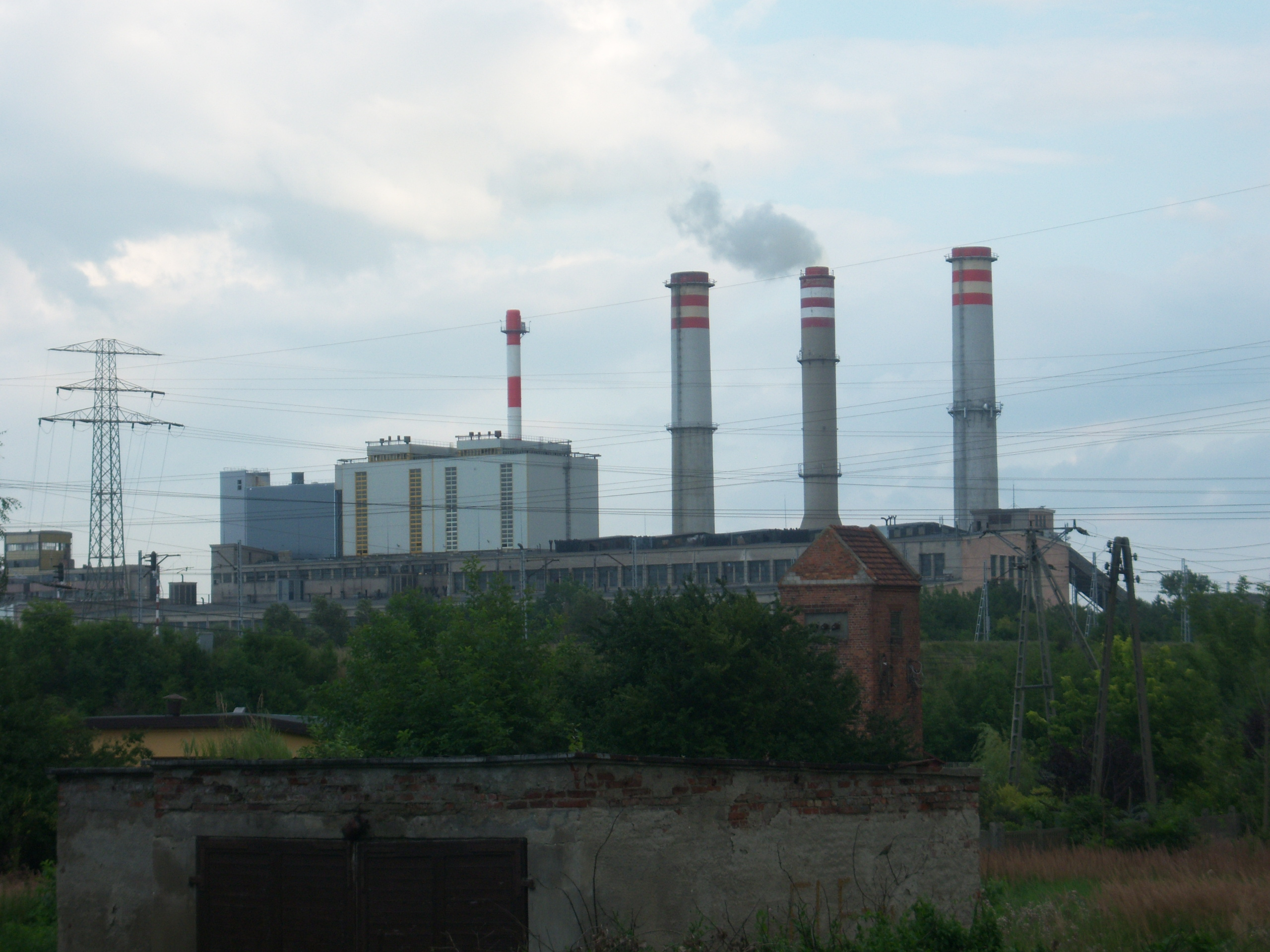
Elektrownia „Konin”

### Elektrownia Pątnów
To największa elektrownia Grupy Kapitałowej ZE „PAK” SA (57,6 procent mocy zainstalowanej) i została zaprojektowana jako elektrownia parowa, zawodowa, kondensacyjna, blokowa z międzystopniowym przegrzewaczem pary, opalana węglem brunatnym. Pierwszy blok uruchomiono w 1967 roku. 
Elektrownia składała się z 6 bloków energetycznych po około 200 MW o łącznej mocy osiągalnej 1200 MW.

Kotły OP-650b produkcji Rafako SA.

Turbiny 13K215 ze zmodernizowaną częścią niskoprężną o mocy 222MW (bloki nr 1 i 2) oraz Zamech (obecnie Alstom Power) na licencji LMZ.
W latach 2019–2020 wyłączono trzy bloki w elektrowni Pątnów I, każdy z nich osiągał moc 200 MW. Blok nr 4 wyłączony został 31 grudnia 2019 roku, 30 czerwca 2020 roku blok nr 3, a 31 grudnia 2020 roku zakończył pracę blok nr 6.
Wraz z końcem 2024 roku odłączono od sieci PSE bloki nr 1 i 2, każdy o mocy 222MW, a także blok nr 5 o mocy 200MW, jest to równoznaczne z zakończeniem eksploatacji tych bloków.  
Od 1 stycznia 2025 na ruchu pozostał tylko jeden blok:
1. Blok nr 9 o mocy 474 MW (Dawna Elektrownia Pątnów II)[23]

### Elektrownia Adamów
Elektrownia była zawodową, konwencjonalną elektrownią cieplną o mocy osiąganej 600 MW opalaną węglem brunatnym.

### Elektrownia Konin
Elektrownia ta jest najstarsza w Grupie Kapitałowej ZE „PAK” SA i oprócz energii elektrycznej jest dostawcą energii cieplnej dla miasta Konina. Powstała w 1958 roku. 
W 2012 roku oddano do użytku nowy blok energetyczny, który powstał na bazie wyremontowanego turbozespołu TG-6 (został on wyłączony z układu kolektorowego) i nowego wybudowanego od podstaw kotła zasilanego wyłącznie biomasą konstrukcji Foster Wheeler.
W 2020 roku rozpoczęto modernizację kotła K7, zakończoną w 2022 roku, który został dostosowany do spalania biomasy i wraz z wyremontowanym turbozespołem TG-5 produkuje 50MW energii.
Łączna moc elektryczna produkowana z biomasy zainstalowana w Elektrowni Konin wynosi 100MW, elektrownia składa się z dwóch bloków opalanych biomasą, każdy o mocy 50MW.

#### Stan przed modernizacją
W Elektrowni Konin było zainstalowane 8 kotłów energetycznych oraz 7 turbozespołów. Układ cieplny elektrowni podzielony był na część kolektorową i blokową.
Część kolektorowa obejmowała:
- 6 kotłów:
  - 2 kotły OP-130b każdy o wydajności 130 t/h pary
  - 2 kotły OP-130b zmodernizowane za pomocą metody HUS „hybrydowego układu spalania” – każdy o wydajności 130 t/h pary
  - 2 kotły wieżowe OB-230p każdy o wydajności 280 t/h pary wyposażone w instalację odsiarczania spalin metodą mokrą)
  - 5 turbozespołów: TG-1 – typu Skoda o mocy zainstalowanej 28 MW, TG-2 – typu Escher Wyss o mocy zainstalowanej 55 MW, TG-4 nowoczesny turbozespół kondensacyjno-ciepłowniczy typu 7CK60 o mocy zainstalowanej 65 MW, TG-5 typ TK-50 o mocy zainstalowanej 50 MW oraz TG-6 typ TK-50 o mocy zainstalowanej 50 MW

Łączna moc zainstalowana części kolektorowej wynosiła 248 MW. Moc cieplna zainstalowana wszystkich urządzeń ciepłowniczych w Elektrowni Konin wynosiła 477 MW.
Na zmodernizowanych urządzeniach (TG-4, TG-6, K-5, 6, 7, 8, IMOS) zabudowany był system sterownia i automatyki Procontrol firmy ABB.
Część blokowa wyposażona była w 2 bloki energetyczne każdy o mocy zainstalowanej 120 MW. W 2010 roku część blokowa została całkowicie zdemontowana.

### Elektrownia Pątnów II
Blok energetyczny Pątnów II o mocy 474 MW to pierwsza jednostka prądotwórcza na parametry nadkrytyczne w krajowym systemie elektroenergetycznym, charakteryzująca się m.in. wysoką sprawnością energetyczną: 44,0% brutto i 41,0% netto. Dyrektorem biura budowy był Bogdan Prysłopski. Oficjalna data zakończenia budowy bloku i przekazania go do ruchu to 29 lutego 2008. Z końcem 2020 roku zlikwidowano spółkę Elektrownia Pątnów II i przeniesiono jej aktywa bezpośrednio do ZE PAK. Blok EPII 474MW stał się blokiem nr 9 Elektrowni Pątnów.
W skład Bloku 474 MW wchodzą:
- kocioł BB-1345 zaprojektowany przez Alstom Power i wyprodukowany przez Rafako SA o wydajności 361 kg/s (1300 t/h),
- turbina kondensacyjna napędzająca generator synchroniczny typu 50WT23E-104, obie jednostki zostały wyprodukowane przez Alstom Power,
- elektrofiltr,
- układ odsiarczania spalin metodą wapienno-gipsową (IOS),
- nowy komin,
- układ wyprowadzenia mocy na szyny rozdzielni 400 kV.

Parametry bloku:
- Moc znamionowa bloku na zaciskach generatora przy średniorocznej temperaturze wody chłodzącej 16 °C: 470,2 MW
- Moc bloku netto na szynach 400 kV przy temperaturze wody chłodzącej 16 °C: 446 MW
- Roczny czas wykorzystania mocy zainstalowanej: 6800 h
- Roczna produkcja energii elektrycznej: 3180 GWh